# St. Louis Park
St. Louis Park – miasto w Stanach Zjednoczonych, w stanie Minnesota, w hrabstwie Hennepin.